# بيرة (ظبي)
البَيْرَة (الاسم العلمي: Dorcatragus megalotis) ظبي صغير متوطن في المناطق القاحلة من الصومال وجيبوتي وشرق إثيوبيا. لونه رمادي محمر ولون وجهه أحمر مصفر.